# Przytyk
Przytyk (em iídiche: פשיטיק) é um município na região central da Polônia. Pertence à voivodia da Mazóvia, no condado de Radom. É a sede da comuna urbano-rural de Przytyk. Situa-se às margens do rio Radomka, a uma distância de 17 km de Radom.
Estende-se por uma área de 2,8 km², com 907 habitantes, segundo o censo de 31 de dezembro de 2021, com uma densidade populacional de 323,9 hab./km².
Foi-lhe concedido o foral de cidade por volta de 1488. Como uma cidade privada da nobreza, estava localizada na segunda metade do século XVI no condado de Radom da voivodia de Sandomierz. Foi destituída de seus direitos municipais em 13 de janeiro de 1870 e incorporada à comuna de Podgajek, no condado de Radom, que foi transformado na comuna de Przytyk. De 1870 a 1954, foi a sede da comuna rural de Przytyk, de 1954 a 1972 da gromada de Przytyk e, a partir de 1973, da comuna reativada de Przytyk. De 1975 a 1998, pertenceu administrativamente à voivodia de Radom. Em 1 de janeiro de 2024, recuperou a condição de cidade.

## História
Desde seu início, Przytyk pertenceu à família Podlodowski do brasão de Janina, cuja sede era Zameczek (anteriormente conhecida como Ostrów). A cidade de Przytyk foi fundada em 1333 por Piotr de Podlodów.
Em 1488, foi-lhe concedido o privilégio de organizar duas feiras anuais e mercados semanais às segundas-feiras, concedido pelo rei Casimiro IV Jagelão no Sejm de Radom. A tradição dos mercados semanais de segunda-feira sobreviveu por mais de 500 anos até os dias atuais.

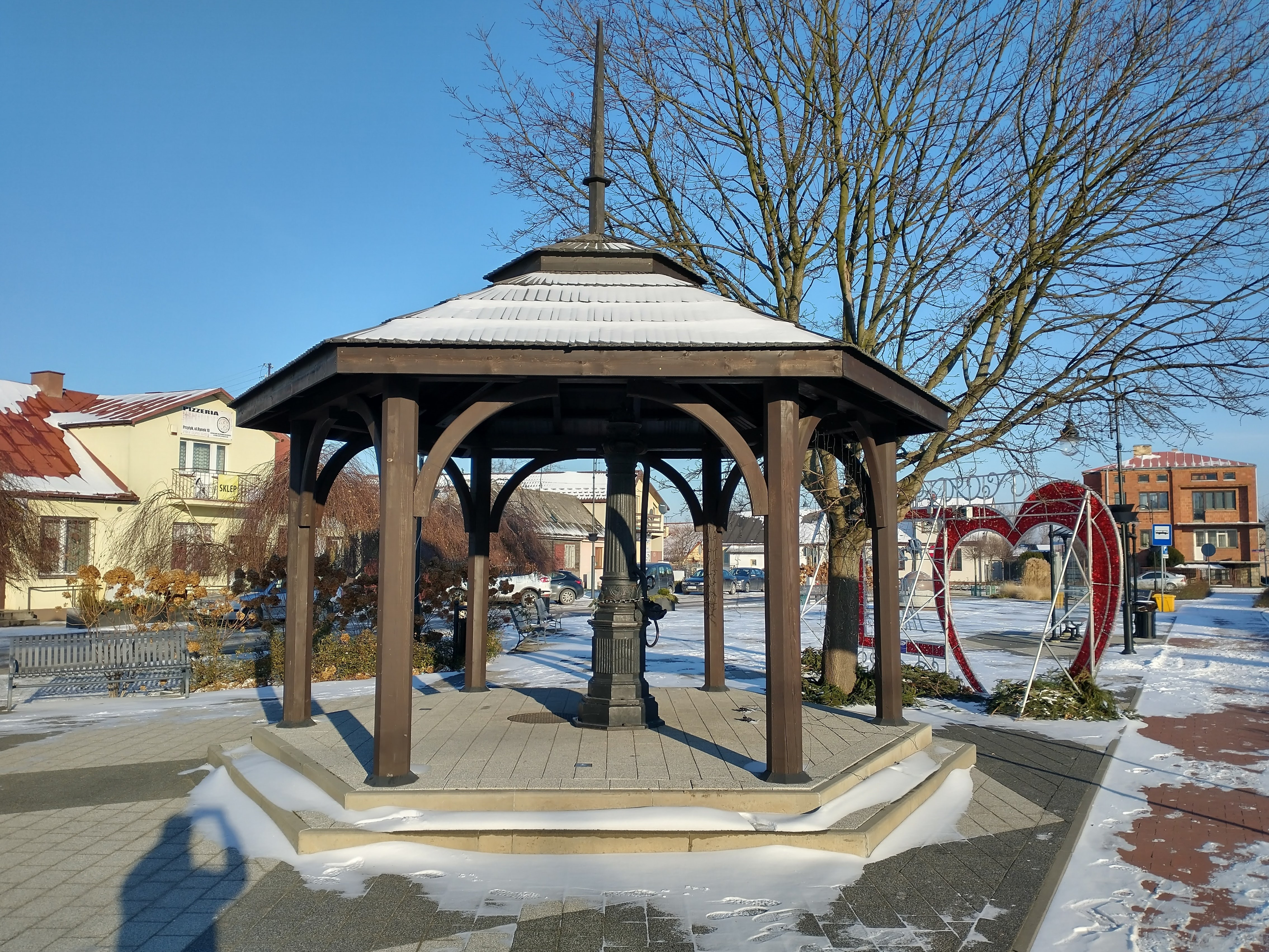
Praça principal em Przytyk

Uma grande influência sobre a atratividade comercial de Przytyk foi sua localização. Ela ficava no cruzamento de importantes rotas comerciais: a Rota Real (Rota Mazoviana Varsóvia-Cracóvia) com a Rota da Grande Polônia (Lublin-Poznań). Essa interseção era conhecida como o Meio ou Umbigo da Europa. A cidade perdeu sua localização atraente em 1834 (foi construída uma rodovia de Szydłowiec, passando por Radom, até Białobrzegi).
Além da família Podlodowski, a família Kochanowski de Sycyna também entrou para a história da cidade. O casamento do poeta Jan Kochanowski e Dorota Podlodowska foi realizado aqui em 1570. A vila tornou-se propriedade ancestral dos Kochanowskis.
Em 1704, o exército do rei sueco Carlos XII marchou por Przytyk em uma expedição contra Augusto II. Após as guerras do século XVII e um grande incêndio em 1795, a cidade perdeu sua importância.
Em 11 de agosto de 1831, as tropas de Wittenberg lutaram contra as tropas polonesas nesse local. Em 1835, os Kochanowskis perderam seus direitos sobre a cidade após serem multados por participarem do Levante de Novembro.
Przytyk perdeu seus direitos municipais em 1870.

## História dos judeus em Przytyk

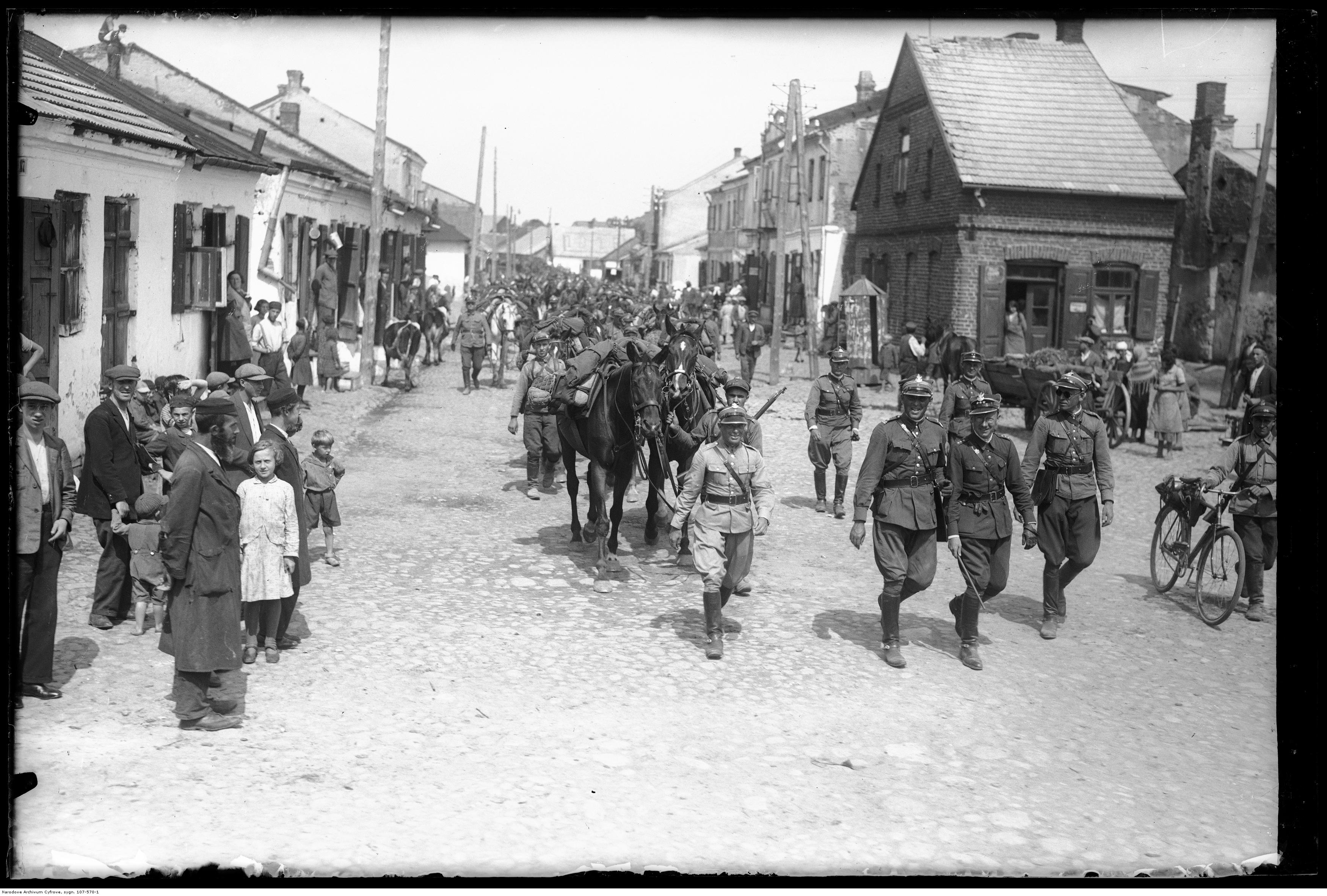
Manobras do 1.º Regimento de Fuzileiros em Przytyk, à esquerda, aldeões judeus, 1933

Desde o século XVII, a colônia judaica vinha se desenvolvendo em Przytyk. Em 1921, os judeus constituíam 81% da população total. No século XVIII, uma estrutura organizacional teocrática foi fundada aqui. A população judaica estava envolvida principalmente com comércio e artesanato.
Havia um clube esportivo Makabi com 30 membros, uma Associação para o Cuidado de Doentes, uma Irmandade Funerária e um Fundo de Empréstimo Gemilas Chased. Grupos políticos ortodoxos, sionistas e comunistas eram ativos.
A comunidade judaica tinha uma sinagoga no vilarejo. Ela estava situada na parte oeste da praça principal. Foi construída na primeira metade do século XVII. Durante a Segunda Guerra Mundial, foi destruída pelos alemães.
Em 9 de março de 1936, houve confrontos de rua conhecidos como pogrom em Przytyk.
Durante a Segunda Guerra Mundial, os alemães deslocaram cerca de 2 700 judeus para guetos em Szydłowiec e Przysucha.
Em 1942, toda a vila e seus arredores foram transformados em um campo de treinamento alemão, demolindo todos os edifícios, exceto a igreja. Em 8 de setembro de 1944, a Gestapo descobriu um depósito de armas sob o piso da igreja. Foi então emitida uma ordem para demolir a igreja, mas ela não foi executada devido à oposição dos soldados austríacos católicos, à aproximação da frente de batalha e às ações guerrilheiras cada vez mais frequentes.
A comunidade local criou uma Sociedade de Amigos da Terra de Przytyk, que publica seu próprio boletim “Ziemia Przytycka”.
Várias trilhas de bicicleta que atravessam a comuna foram iniciadas pela União das Comunas de Radomka, que reúne comunas situadas às margens do rio Radomka e tem sua sede em Przytyk. Nas proximidades, há um reservatório de água em Domaniów com uma área de mais de 500 hectares.

## Economia

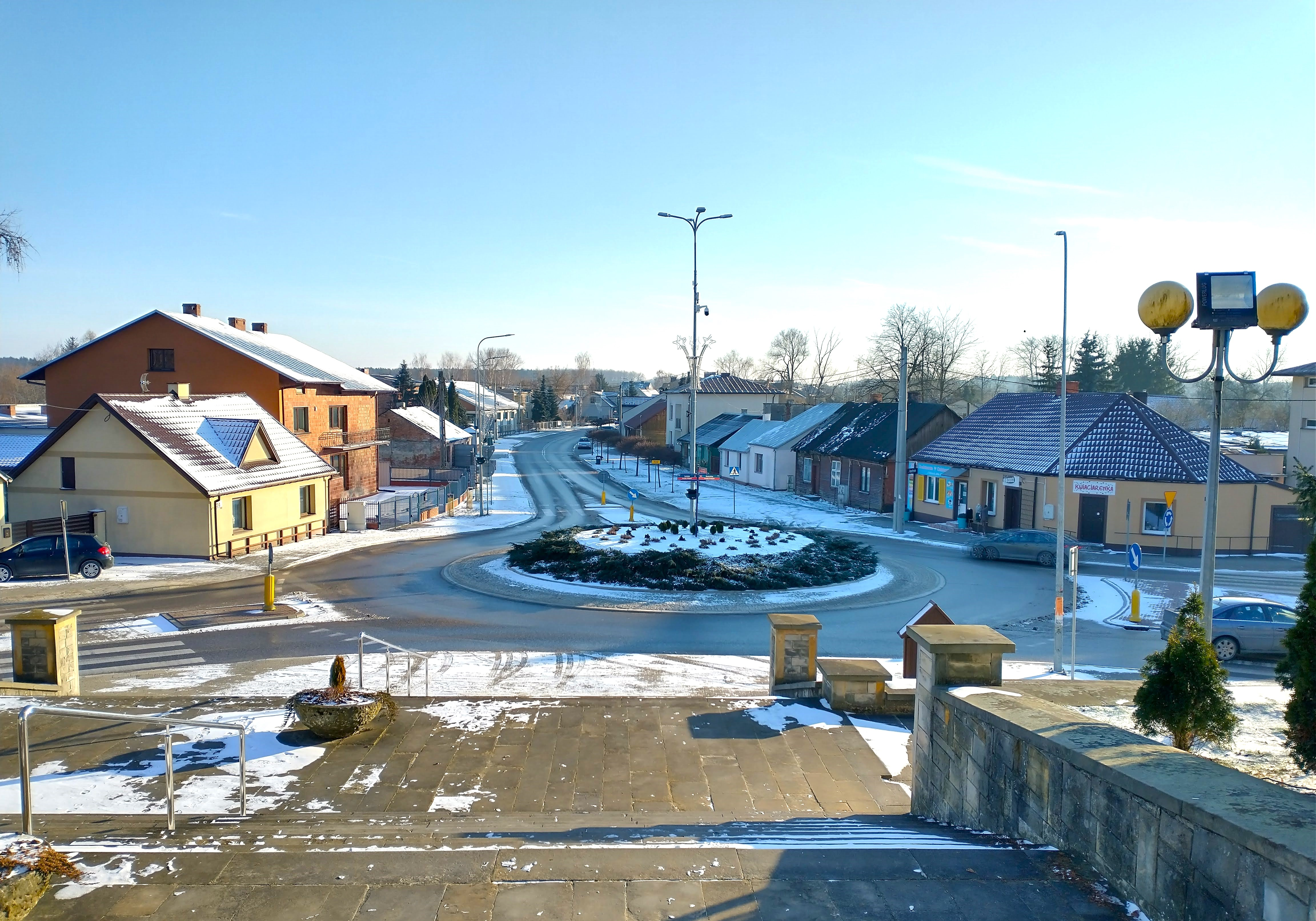
Rua Zachęta no centro da cidade

Em Przytyk é cultivada a pimenta e organizada a Feira Nacional da Pimenta, que reúne produtores e comerciantes desse vegetal.
Locais de trabalho mais importantes que operam na comuna:
- Zakład Drzewny “Gajewski” — produtor de pisos e parquetes de carvalho e outros produtos de madeira.[17]
- Processamento de Carne “TED” — processamento e conservação de carnes, exceto aves.
- “Okno-Bud” — atacadista de janelas e materiais de construção.

Na comuna, há fazendas de agroturismo associadas à Zalew Domaniów — Associação de Fazendas de Agroturismo.

## Educação
Przytyk tem um Centro Educacional Comunitário (escola primária, escola secundária).

## Monumentos históricos

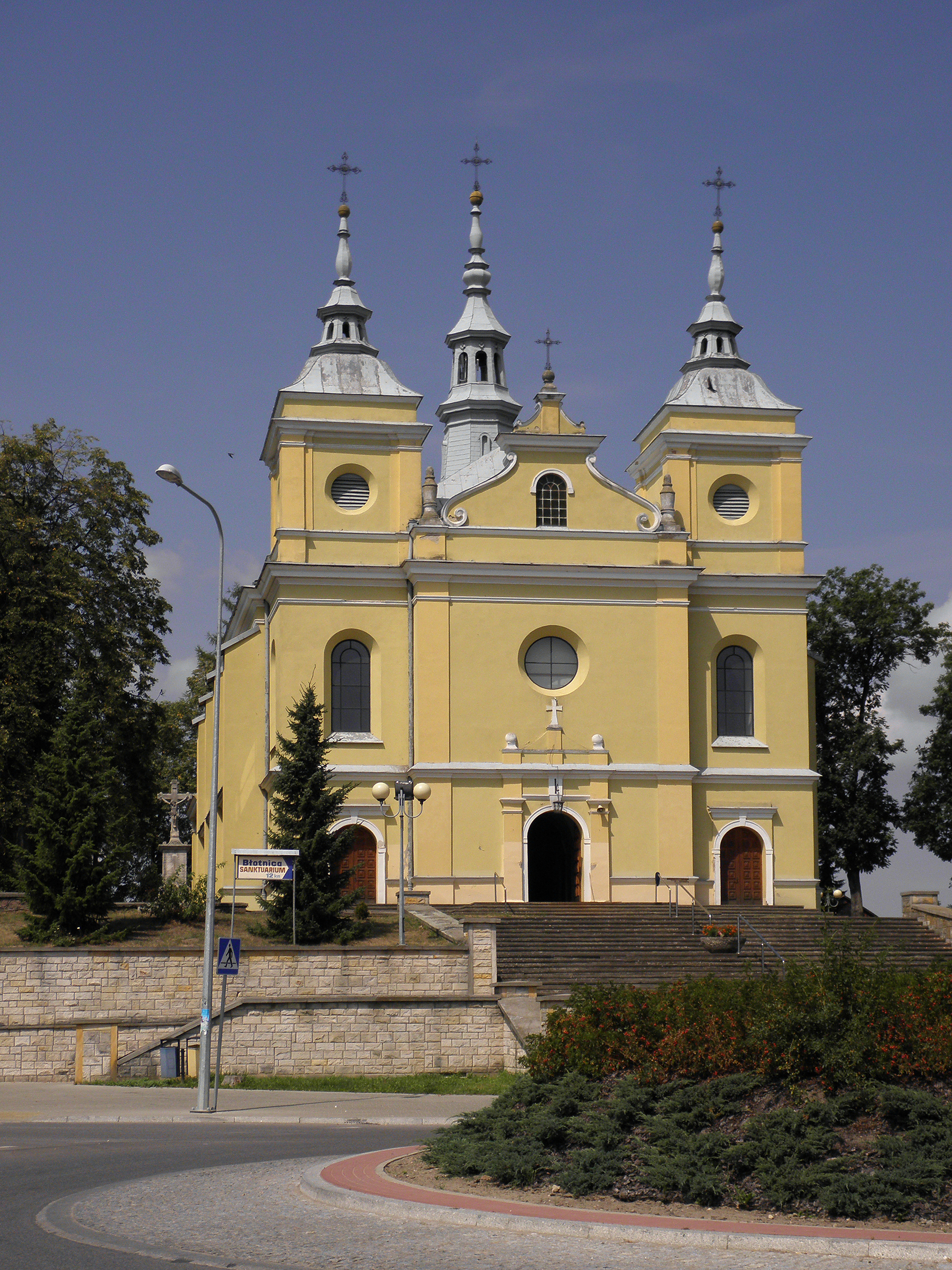
Igreja da Exaltação da Santa Cruz

- Construída no século XX, a igreja da Exaltação da Santa Cruz foi construída no estilo barroco-renascentista, projetada pelo arquiteto de Varsóvia, Stefan Szyller. O presbitério contém um afresco da Exaltação da Santa Cruz pintado por Jan Henrik Rosen. Devido ao seu simbolismo inerente e à sua localização original, essa é a única peculiaridade da igreja.[18]
- No vilarejo de Oblas, há uma casa senhorial do século XIX, na maioria devastada, com um celeiro histórico.
- No vilarejo de Zameczek, a 3 quilômetros de Przytyk, há uma casa senhorial de meados do século XIX projetada por Franciszek Maria Lanci.
- O prédio mais antigo da área é a igreja de São Lourenço em Wrzos, construída em 1420 e ampliada no início do século XX. No cemitério de Przytyk, próximo à igreja paroquial, há quatro placas de pedra do século XVI, dedicadas, entre outros, a Katarzyna Białaczowska, esposa de Wawrzyniec Podlodowski, e Lupa Podlodowski, sogro de Jan Kochanowski. Perto da igreja há um monumento com uma lápide e uma ânfora no topo de Ignacy Dzianott (falecido em 22 de dezembro de 1824),[19] um juiz de paz do distrito de Radom.

No distrito de Piaski, há um cemitério judaico onde ainda restam algumas matzeva (lápides). Esse é o único vestígio da minoria judaica que era numerosa aqui antes da Segunda Guerra Mundial.